# Marina Vitela Rodríguez
Alma Marina Vitela Rodríguez (Gómez Palacio, Durango; 26 de diciembre de 1965) es una enfermera y política mexicana, miembro del partido Morena. Fue en tres ocasiones diputada local al Congreso del Estado de Durango en los periodos 2001-2004, 2007-2010, y de 2016-2018. Así como dos veces diputada federal por el distrito 2 de Durango, al Congreso de la Unión, de 2012-2015 y de 2018-2019. Fue presidente municipal de Gómez Palacio, desde el 1 de septiembre de 2019-17 de noviembre de 2021.

## Trayectoria profesional
Marina Vitela es Técnica en Enfermería por el Instituto de Educación Media y Superior, ejerció dicha profesión en la Cruz Roja de Torreón, Coahuila y en el Instituto Mexicano del Seguro Social y el Instituto de Seguridad y Servicios Sociales de los Trabajadores del Estado en Gómez Palacio.

## Trayectoria política
Inicialmente miembro del Partido Revolucionario Institucional, fue funcionaria sindical del ISSSTE, así mismo consejera política, nacional, estatal y municipal del PRI; líder del Organismo Nacional de Mujeres Priistas y secretaria general del comité estatal del PRI en Durango.
Como perteneciente al  PRI fue elegida por primera ocasión diputada al Congreso del Estado de Durango, a la LXII Legislatura de 2001 a 2004 y a la LXIV Legislatura de 2007 a 2010 y regidora del Ayuntamiento de Gómez Palacio de 2010 a 2012. En 2012 fue a su vez electa diputada federal a la LXII Legislatura por el Distrito 2 de Durango; en la cual fue secretaria de la comisión de Salud, e integrante de las comisiones de Desarrollo Metropolitano;  de Seguridad Social; y, Especial de Programas Sociales. Y por tercera ocasión fue diputada al Congreso de Durango a la LXVII Legislatura de 2016 a 2018.
En 2018 como militante del Movimiento Regeneración Nacional por la coalición Juntos Haremos Historia, fue elegida diputada federal a la LXIV Legislatura por el mismo distrito 2 que ya había representando. Ejerció el cargo de 2018 a 2019 siendo secretaria de la comisión de Salud; e integrante de la de Ganadería, y de la de Relaciones Exteriores. En 2019, Vitela Rodríguez fue electa presidente municipal de Gómez Palacio, cargo que ejerció hasta 2021.
En 2022, Vitela fue candidata a gobernadora de la coalición "Juntos Hacemos Historia en Durango" por el Movimiento Regeneración Nacional, en las elecciones de Junio, quedó en el segundo lugar con el 38.85% de los votos, por detrás del electo gobernador Esteban Villegas Villareal que recibió el 53.74% de los sufragios emitidos, por parte de la alianza "Va por Durango".